# Pirog
A pirog (oroszul: пирог) vagy pirozsok (пирожок, többes számban pirozski пирожки) egy orosz ételféleség, amely kelt tésztából készül különféle töltelékkel. Neve valószínűleg a pir szóból (jelentése: lakoma) ered. Oroszországon kívül a többi szláv konyhában is ismert étel. A pirog általában a nagyobb méretű, míg a pirozsok a kisebb változat. 
A kelt tésztát készíthetik édesen vagy sósan, a tölteléktől függően. Ha sós tésztát készítenek, a töltelék lehet szinte bármilyen zöldség (káposzta, gomba, burgonya) vagy hús, az édes tésztába pedig általában gyümölcsfélék (málna, szeder, eper, ribizli, alma, barack stb.) kerülnek. Ezután a töltött tésztabuckákat megkenik tojássárgájával, és forró olajban vagy sütőben kisütik.
A 14. századig a tésztát szinte kizárólagosan rozslisztből készítették.